# Eugen Keller (Theaterintendant)
Eugen Keller (* 18. Juli 1880 in Basel; † 4. November 1948 in Bern) war ein schweizerischer Theaterintendant, Schauspieler und Regisseur.

## Leben
Er war der Sohn des Architekten Johannes Keller aus Dotnacht, einem heutigen Ortsteil von Kemmental (Thurgau). Nach seiner Matura an der Kantonsschule Frauenfeld studierte Keller in den Jahren 1899 bis 1902 Naturwissenschaften an der ETH Zürich. Nach einigen Auftritten in einem Zürcher Studentenkabarett entschloss er sich allerdings, Schauspieler zu werden und bildete sich autodidaktisch weiter. Am 19. Dezember 1902 hatte er schließlich sein Schauspieldebüt als Hermann in Schillers Die Räuber am Stadttheater in Aarau.
Von 1903 bis 1904 war er Mitglied des Kabaretts Die elf Scharfrichter in München. Seine ersten Stationen als Schauspieler waren von 1905 bis 1907 in Berlin, dann in Hamburg, später in Heidelberg und ab 1910 am Stadttheater Basel. Ab 1912 war er am Schauspielhaus Düsseldorf engagiert, ab 1917 auch als Regisseur. Ab 1916 war er – während des Ersten Weltkriegs – außerdem Lehrer an der dortigen Höheren Bildungsanstalt für Bühnenkunst, weshalb er im Sommer 1916 auch Sprachkurse für Kieferverletzte der Düsseldorfer Lazarette gab. Ab 1919 war er Hauptleiter der Schule.
Seit 1921 war er Oberspielleiter am Hessischen Landestheater in Darmstadt und inszenierte unter anderem 1922 die Lysistrata von Aristophanes. Für seine expressionistische Inszenierung von Shakespeares Königsdramas Richard III. bekam er von der Presse höchstes Lob. Im Jahr 1924 inszenierte er auch Opern.
Im Jahr 1925 war Keller Schauspieldirektor des Gärtnerplatztheaters in München, wo er allerdings nur zwei Inszenierungen schaffte. Denn schon 1926 ging er als Intendant an die Städtische Bühne in Heidelberg. Ab 1928 war er freier Gastregisseur – auch an der Staatsoper Berlin. Im Jahr 1930 wechselte an das Würzburger Stadttheater, wo er 1936 von Otto Reimann abgelöst wurde. Vermutlich kehrte er wegen der Nationalsozialisten in die schweizerische Heimat zurück, wo er seine Theaterlaufbahn von 1937 bis 1946 als Leiter des Stadttheaters Bern abschloss.